# El espectador (álbum)
El espectador es un álbum del músico y cantante español Julio de la Rosa publicado en 2008. Es el tercer disco en solitario del artista, tras la disolución de El Hombre Burbuja.

## Músicos
Según los créditos del disco, en la grabación de El espectador participaron:
- Abraham Boba: piano y órgano
- Pablo Magariños: batería
- Wences Aparicio: bajo
- Julio de la Rosa: guitarra y voz

## Recepción
El disco fue bien recibido por la crítica musical española, señalando que se trataba de un trabajo más accesible que los anteriores de De la Rosa, con un sonido cercano a los de Andrés Calamaro o Enrique Bunbury, y destacando la cercanía de este disco a Los amores ridículos, disco de debut del proyecto paralelo de De la Rosa Fantasma #3. También se ha señalado la presencia constante del acordeón en este disco y, en general, su aire mediterráneo.

## Lista de canciones
| N.º | Título                     |
| --- | -------------------------- |
| 1   | Caradura                   |
| 2   | El transformista           |
| 3   | Amigos de mirar            |
| 4   | El milagro                 |
| 5   | Los recursos de la astucia |
| 6   | No era uno de esos locos   |
| 7   | Cosas que pasan            |
| 8   | La cama                    |
| 9   | El jugador                 |
| 10  | Las musas                  |